# Mokra (gromada)
Mokra – dawna gromada, czyli najmniejsza jednostka podziału terytorialnego Polskiej Rzeczypospolitej Ludowej w latach 1954–1972.
Gromady, z gromadzkimi radami narodowymi (GRN) jako organami władzy najniższego stopnia na wsi, funkcjonowały od reformy reorganizującej administrację wiejską przeprowadzonej jesienią 1954 do momentu ich zniesienia z dniem 1 stycznia 1973, tym samym wypierając organizację gminną w latach 1954–1972.
Gromadę Mokra z siedzibą GRN w Mokrej utworzono 29 lutego 1956 w powiecie kłobuckim w woj. stalinogrodzkim z części obszarów gromady Wilkowiecko w tymże powiecie: wieś Mokra, kolonię Mokra, osada leśna Mokra, osada leśna Rębielice, osada leśna Sudoł oraz oddziały leśne nr nr 36–62, 65, 66, 69, 72 i 77 z Nadleśnictwa Grodzisko.
20 grudnia 1956 województwo stalinogrodzkie przemianowano (z powrotem) na katowickie.
1 stycznia 1958 gromada miała 15 członków gromadzkiej rady narodowej.
31 grudnia 1961 gromadę zniesiono, a jej obszar włączono do gromady Miedźno w tymże powiecie.